# Villapiana
Villapiana község (comune) Olaszország Calabria régiójában, Cosenza megyében.

## Fekvése
A megye északkeleti részén fekszik, a Jón-tenger partján. Határai: Cassano all’Ionio, Cerchiara di Calabria, Francavilla Marittima, Plataci és Trebisacce.

## Története
A települést a 14. században alapították. 1863-ig Casalnuovo volt a neve.

## Népessége
A népesség számának alakulása:

## Főbb látnivalói
- Palazzo Gentile
- Palazzo Le Noci
- Palazzo dell’Americano
- Palazzo del Principe
- Palazzo de Vincentis
- Palazzo Sisci
- Stella Maris-templom
- Sant’Antonio-templom
- Santa Maria del Piano-templom
- Santa Lucia-templom
- Madonna della Pace-templom